# Air Jamaica
A Air Jamaica  foi uma companhia aérea da Jamaica fundada em 1968 e que em 2011 foi adquirida pela Caribbean Airlines.

## Frota

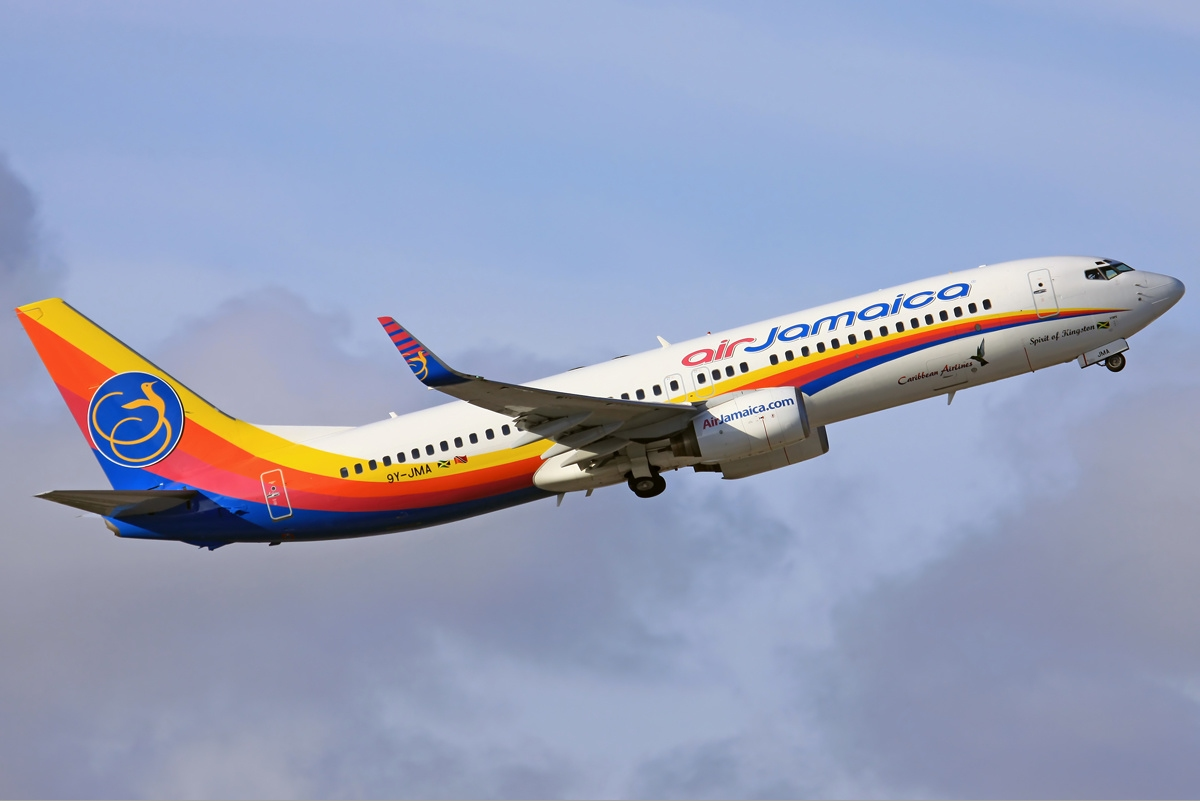
Boeing 737-800 da Air Jamaica.

Em setembro de 2011.
- 3 Boeing 737-800